# Justin Hamilton
Justin Anthony Hamilton (nascut el 1990 a Newport Beach, Califòrnia) és un jugador de bàsquet estatunidenc que ha jugat a diferents equips de l'NBA. Amb 2,13 d'alçada, el seu lloc natural en la pista és el de pivot. Juga al Bàsquet Manresa.